# Schlacht um Wadi Dum
Die Schlacht um Wadi Dum (auch Schlacht um Ouadi Doum) war eines der wichtigsten Gefechte gegen Ende des libysch-tschadischen Grenzkriegs.

## Vorgeschichte

### Erste französische Intervention und Abzug
Der libysch-tschadische Grenzkrieg tobte bereits seit 1978 und hatte somit bereits eine Vielzahl von Bündniswechseln erlebt. So kamen im Jahr 1983 erstmals französische Truppen in den Tschad um ein weiteres Vordringen der libyschen Streitkräfte und dessen Verbündeten, insbesondere der Übergangsregierung der nationalen Einheit (franz. Gouvernement d’Union Nationale de Transition, kurz GUNT), zu verhindern. 1984 schlossen Mitterrand und Ghaddafi ein Abkommen, das den Abzug libyscher und französischer Truppen aus dem Tschad veranlasste. Trotzdem behielt Libyen in den Jahren 1984–1986 seine Machtposition im Norden Tschads und baute die dortige militärische Infrastruktur aus. Dabei entstand auch der wichtige Stützpunkt Wadi Dum, der insbesondere der Luftunterstützung für libysche Operationen im Tschad dienen sollte. Entgegen den Vereinbarungen des libysch-französischen Abkommens stockte Ghaddafi das libysche Heer im südlichen Nachbarland auf 7000 Mann, 300 Panzer und 60 Kampfflugzeuge auf.

### Zweite französische Intervention
In der relativ friedlichen Zeit zwischen 1984 und 1986 hatte die GUNT immer mehr Überläufer zu verzeichnen, die zu der verfeindeten FANT um den tschadischen Präsidenten Habré wechselten. Dieser Entwicklung versuchte Ghaddafi mit einer Offensive entgegenzuwirken, die am 10. Februar 1986 Stellungen Habres südlich von Faya Largeau angriff und N’Djamena als Ziel hatte. Die insgesamt 10.000 Mann starke Armee Ghadaffis, bestehend aus Libyern und GUNT-Anhängern wurde aber schnell zurückgeschlagen und eine FANT-Gegenoffensive, durchgeführt mit französischen Waffen, zwang die Libyer einstweilen zum Rückzug. Außerdem wurde durch die Offensive eine zweite französische Intervention im Tschad provoziert, die unter anderem zu Luftschlägen gegen Wadi Dum führte. Diese Misserfolge der libyschen Koalition führten zum Bruch in der GUNT und dem Verlust aller libyschen Verbündeten im Tschad.
Durch diese Veränderungen waren die libyschen Truppen mit einer Mannstärke von 8000 der FANT und ihren Verbündeten, die 10.000 Männer ins Feld führten nun unterlegen. Außerdem fehlte den Libyern jegliche lokale Unterstützung, sodass sie sich in ihre Stützpunkte im Nord-Tschad zurückzogen. Im Jahr 1987 begann die Offensive der FANT-Koalition gegen die letzten libyschen Stellungen.

## Verlauf
Nach einer Reihe von Siegen, unter anderem der Einnahme der libyschen Garnison Fada, marschierten die tschadischen Truppen auf den wichtigsten libyschen Stützpunkt im Tschad, Wadi Dum. In dem von Minenfeldern umgebenen Standort hatten sich 5000 gut ausgerüstete Soldaten verschanzt, die das Gros der noch im Tschad befindlichen libyschen Armeeteile stellten. Ein letzter Versuch zur Eroberung des südöstlich gelegenen Fada durch die Libyer endete mit der Vernichtung der beiden ausgeschickten Kolonnen, am 19. und am 20. März. Im Gegenstoß überrannten die Tschader die libysche Basis von Wadi Dum: Trotz eigener zahlenmäßiger Unterlegenheit stürmten tschadische Truppen am 22. März 1987 die Garnison. Während der Kämpfe innerhalb der Basis fielen 1269 Libyer, weitere 429 gerieten in Gefangenschaft, darunter der Stützpunktkommandant, Oberst Chalifa Haftar.
Ein ebenso großer Erfolg war die riesige Menge an Ausrüstung, die in die Hände von Habrés Truppen fiel. In Wadi Dum erbeuteten sie achtzehn intakte Flugzeuge und Hubschrauber, über 100 Panzer und gepanzerte Fahrzeuge, mehr als 400 Lastwagen und Geländewagen, zehn Radaranlagen, 40 Panzerabwehrrohre, aber auch Geschütze, Flugabwehrraketen, Raketenwerfer und Unmengen an Munition und Treibstoff. Von den erbeuteten sowjetischen Kampfhubschraubern des Typs Mil Mi-25 (Exportversion des Mil Mi-24, genannt Krokodil), wurden zur Erforschung je ein Exemplar in die USA, nach Großbritannien und nach Frankreich überführt.

## Folgen
Nach dieser vernichtenden Niederlage war Ghaddafi gezwungen, den Norden des Tschads zu evakuieren. Eine Offensive der FANT gegen den noch libysch-kontrollierten Aouzou-Streifen scheiterte, da die Franzosen keine Luftunterstützung für diese Vorhaben bereitstellten. Am 11. September 1987 wurde ein Waffenstillstandsabkommen unterzeichnet, gegen das kaum Verstöße zu melden waren. Der Aouzou-Streifen wurde nach einem Urteil des Internationalen Gerichtshof friedlich dem Tschad zugestanden, die Beziehungen zwischen Libyen und dem Tschad normalisierten sich.
Aus den libyschen Kriegsgefangenen der Schlacht um Wadi Dum formten die US-Amerikaner ab 1987 auf tschadischem Gebiet eine Anti-Gaddafi-Truppe unter dem Namen Libysche Nationalarmee (LNA), die als bewaffneter Arm der Nationalen Front für die Rettung Libyens dienen sollte. Es gibt unterschiedliche Angaben darüber, wie viele der libyschen Kriegsgefangenen sich dieser Front angeschlossen hatten. Nach dem Sturz des tschadischen Regimes evakuierten die USA im Dezember 1990 Haftar mit angeblich 350 Mann aus dem Tschad, im Mai 1991 erhielten diese dann Asyl in den USA. Demgegenüber wurden 250 Kriegsgefangene freigelassen und kehrten nach Libyen zurück. Anderen Angaben zufolge waren (zunächst) nur 220 libysche Söldner in die USA ausgeflogen worden, während zwischen 400 und 500 Kriegsgefangene freigelassen wurden und nach Libyen zurückkehrten. Haftar wurde US-Staatsbürger und arbeitete einige Jahre lang für die CIA. In Libyen wurde er in Abwesenheit zum Tode verurteilt. 2011 beteiligte er sich am Sturz Gaddafis. Seit Mai 2014 ist er militärischer Befehlshaber der Libysch-nationalen Armee der in Tobruk residierenden libyschen (Gegen-)Regierung des Abgeordnetenrates und steht seit September 2014 im Rang eines Feldmarschalls.